# Sielsowiet Gierszony
Sielsowiet Gierszony (biał. Гяршонскі сельсавет, hiarszonski s., ros. Гершонский сельсовет, gierszonskij s.) – dawny sielsowiet na Białorusi w obwodzie brzeskim, w środkowo-zachodniej części rejonu brzeskiego (na południe od Brześcia). 
Centrum sielsowietu były Gierszony. Jednostka podziału administracyjnego znajdowała się przy granicy z Polską, przez co poprzez Bug graniczyła z polskimi gminami Kodeń, Terespol, leżącymi w powiecie bialskim województwa lubelskiego.
W skład sielsowietu wchodziło 8 wsi: Arkadia, Bernady, Gierszony, Kotelnia Bojarska, Mitki, Przyłuki, Stradecz, Zakazanka.

## Historia
W dwudziestoleciu międzywojennym większość miejscowości sielsowietu należała do gminy Kamienica Żyrowiecka lub gminy Miedna w województwie poleskim II Rzeczypospolitej.
Sielsowiet został utworzony w 1939 r. po agresji ZSRR na Polskę. W l. 1941–1944 znalazł się pod okupacją niemiecką. W 1954 r. przyłączono do sielsowietu sielsowiet pugaczowski. 21 lutego 1994 r. decyzją Komitetu Wykonawczego Brzeskiej Obwodowej Rady Delegatów ustanowiono strefę przygraniczną na terytorium sielsowietu Gierszony. 
1 czerwca 2007 r. znaczną część sielsowietu (Arkadia, Bernady, Gierszony, Kotelnia Bojarska, Mitki) włączono w obręb miasta Brześć, a z pozostałych miejscowości (Przyłuki, Stradecz, Zakazanka) utworzono sielsowiet Stradecz (21 grudnia 2007).